# Hieracium dasychaetocomum
Hieracium dasychaetocomum es una especie de planta con flor del género Hieracium, de la familia Asteraceae, orden Asterales.

## Distribución
Hieracium dasychaetocomum se distribuye por Argentina y Bolivia.

## Taxonomía
Fue descrita científicamente por Zahn. Fue publicada en H.G.A.Engler (ed.), Pflanzenr.